# NGC 1207
NGC 1207 este o galaxie spirală situată în constelația Perseu. A fost descoperită în 18 octombrie 1786 de către William Herschel. Se află la o distanță de 65,02 de megaparseci de Pământ.